# Wolfgang Gaede
Wolfgang Max Paul Gaede, född 25 maj 1878, död 24 juni 1945, var en tysk fysiker.
Gaede blev 1913 extra ordinarie professor i Freiburg, från 1919 professor i fysik i Karlsruhe. Han sysslade främst med konstruktion och förbättring av luftpumpar beroende på skilda principer, såsom roterande kvicksilverpumpar, kapsel-, diffusions- och molekylarpumpar. Flera av dessa konstruktioner erhöll stor användning inom såväl experimentalfysiken som industrin för att åstadkomma högt vakuum.